# Bohartia
Bohartia is een vliegengeslacht uit de familie van de roofvliegen (Asilidae).

## Soorten
- B. bromleyi Hull, 1958
- B. isabella Adisoemarto & Wood, 1975
- B. martini Adisoemarto & Wood, 1975
- B. munda Adisoemarto & Wood, 1975
- B. nitor Adisoemarto & Wood, 1975
- B. senecta Adisoemarto & Wood, 1975
- B. tenuis Adisoemarto & Wood, 1975